# Edifício-sede da CHESF
O Edifício-sede da CHESF é um prédio inaugurado no ano de 1979 localizado em Salvador, município capital do estado brasileiro da Bahia. Este serve como um prédio de escritórios da Eletrobras Chesf (Chesf), uma sociedade anônima que atua na transmissão de energia elétrica.

## História
De acordo com o Instituto do Patrimônio Artístico e Cultural da Bahia (IPAC), a construção foi planejada para ser um edifício de escritórios, a mesma função deste nos dias atuais. No entanto, a intenção original era levar para a cidade de Salvador a sede geral da Eletrobras Chesf (Chesf), para isso foi feito um concurso público que pretendia eleger a ideia que melhor representasse a empresa. Porém, disputas políticas interferiram e a sede geral terminou sendo transferida para Recife. Apesar disso, o edifício mesmo assim foi construído exatamente de acordo com o projeto vencedor.
O edifício foi projetado pelo arquiteto Assis Reis em 1977 e concluído em setembro de 1979. Este fez o uso de quatro materiais, incluindo tijolo, concreto, aço corten e vidro. Todos formam um ambiente naturalmente bem iluminado e com baixa incidência solar, o que propicia um clima agradável. Consiste de um único volume em sistema modular. Os espaços vazios e internos são interligados por escadas e passarelas. O prédio está localizado na avenida São Rafael, situada no bairro São Marcos, em Salvador.

## Tombamento
Sendo um dos representante da arquitetura moderna, o edifício deveria representar a importância da própria empresa — símbolo de desenvolvimento e avanços sociais no Nordeste. o prédio foi observado pelos órgãos de preservação memorial do Estado da Bahia, como o Instituto do Patrimônio Artístico e Cultural da Bahia (IPAC) e a Câmara do Patrimônio Histórico, Artístico, Arqueológico e Natural do Conselho Estadual de Cultura da Bahia (CEC).
O processo pelo tombamento do prédio iniciou-se da iniciativa da conselheira de cultura Virgínia Coronago, que propôs o tombamento do prédio baiano e recebeu o tombamento provisório. No ano de 2016, a conselheira visitou o edifício com o objetivo de balizar o parecer de tombamento. Uma vistoria técnica também foi realizada naquele período. Em 24 de maio de 2017, a CEC aprovou o tombamento definitivo deste edifício.
O prédio é considerado um dos principais prédios representantes do movimento arquitetônico conhecido como Brutalismo em Salvador.